# Mníšek pod Brdy (nádraží)
Mníšek pod Brdy je železniční stanice v jihovýchodní části města Mníšek pod Brdy v okrese Praha-západ ve Středočeském kraji nedaleko Bojovského potoka. Leží na neelektrizované trati 210 Praha – Vrané nad Vltavou – Čerčany/Dobříš.

## Historie
Dne 22. září 1897 otevřela společnost Místní dráha Čerčany-Modřany-Dobříš trať z Modřan u Prahy, přes Vrané nad Vltavou do Dobříše budované zejména kvůli dopravě dřeva a kamene z dobříšského a konopišťského panství.
V roce 1900 došlo k dokončení a zprovoznění úseku trati ze Skochovic u Vraného do Čerčan, kudy od roku 1869 procházela společnosti Dráhy císaře Františka Josefa (KFJB) spojující Vídeň, České Budějovice a Prahu. Provoz na trati zajišťovaly od zahájení Císařsko-královské státní dráhy, po roce 1918 Československé státní dráhy. K 1. lednu 1925 byla trať zestátněna.

## Popis
Nachází se zde dvě jednostranná nekrytá nástupiště, k příchodu na nástupiště slouží přechod přes koleje. Roku 2017 byla dokončena rekonstrukce staniční budovy. Ve stanici (2025) není možné zakoupení jízdenek, odbavení cestujících probíhá ve vlaku nebo pomocí nákupu přes online aplikace. Stanice je zařazena do systému Pražské integrované dopravy (PID). Přímo u stanice je autobusová zastávka a v blízkosti stanice je restaurace. Stanice má uvnitř přístupnou čekárnu pro cestující, včetně venkovního přístřešku před povětrnostními vlivy. Nejsou zde vybudovány bezbariérové přístupy.

## Fotogalerie

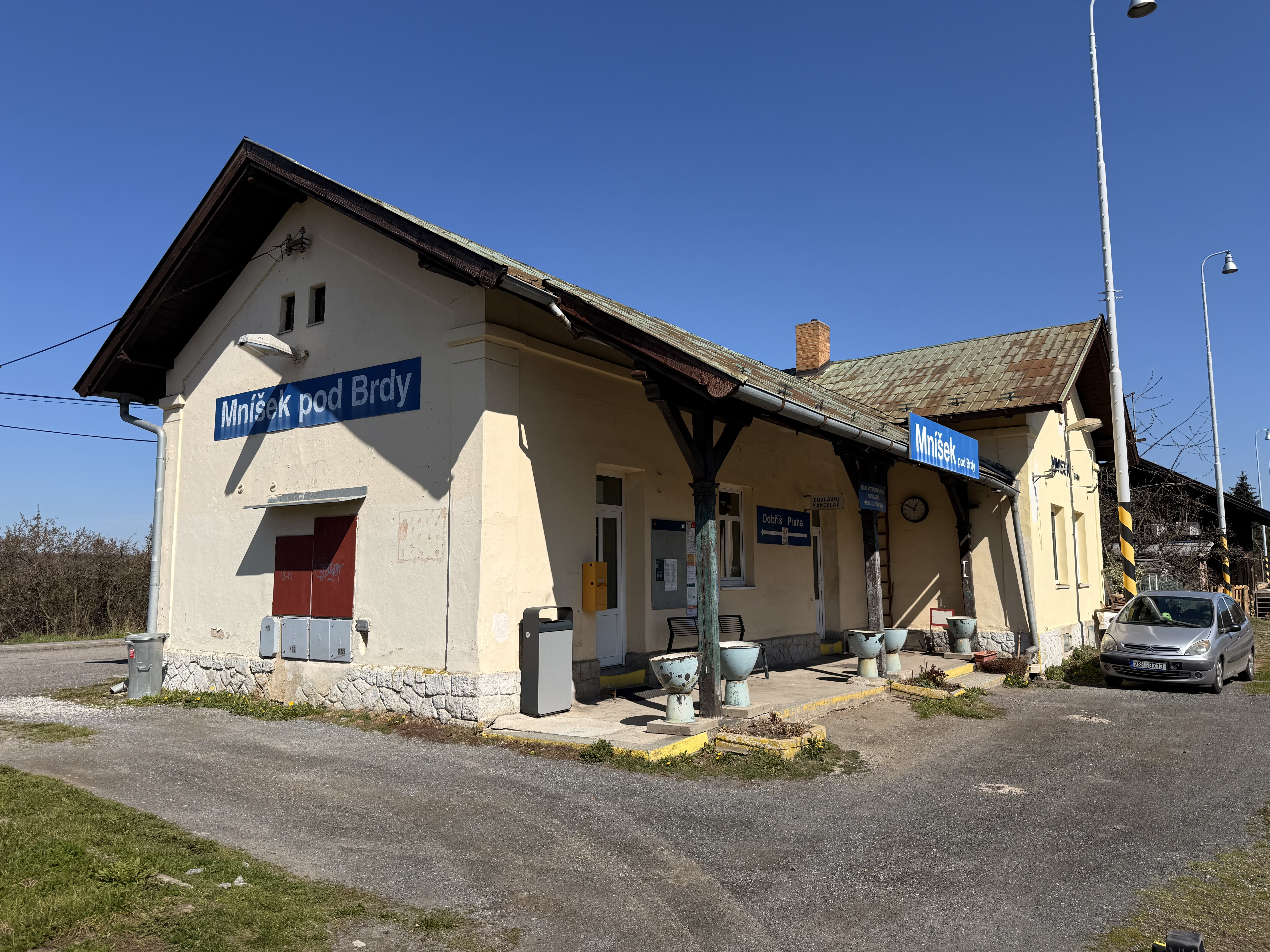
Budova železniční stanice (2025)
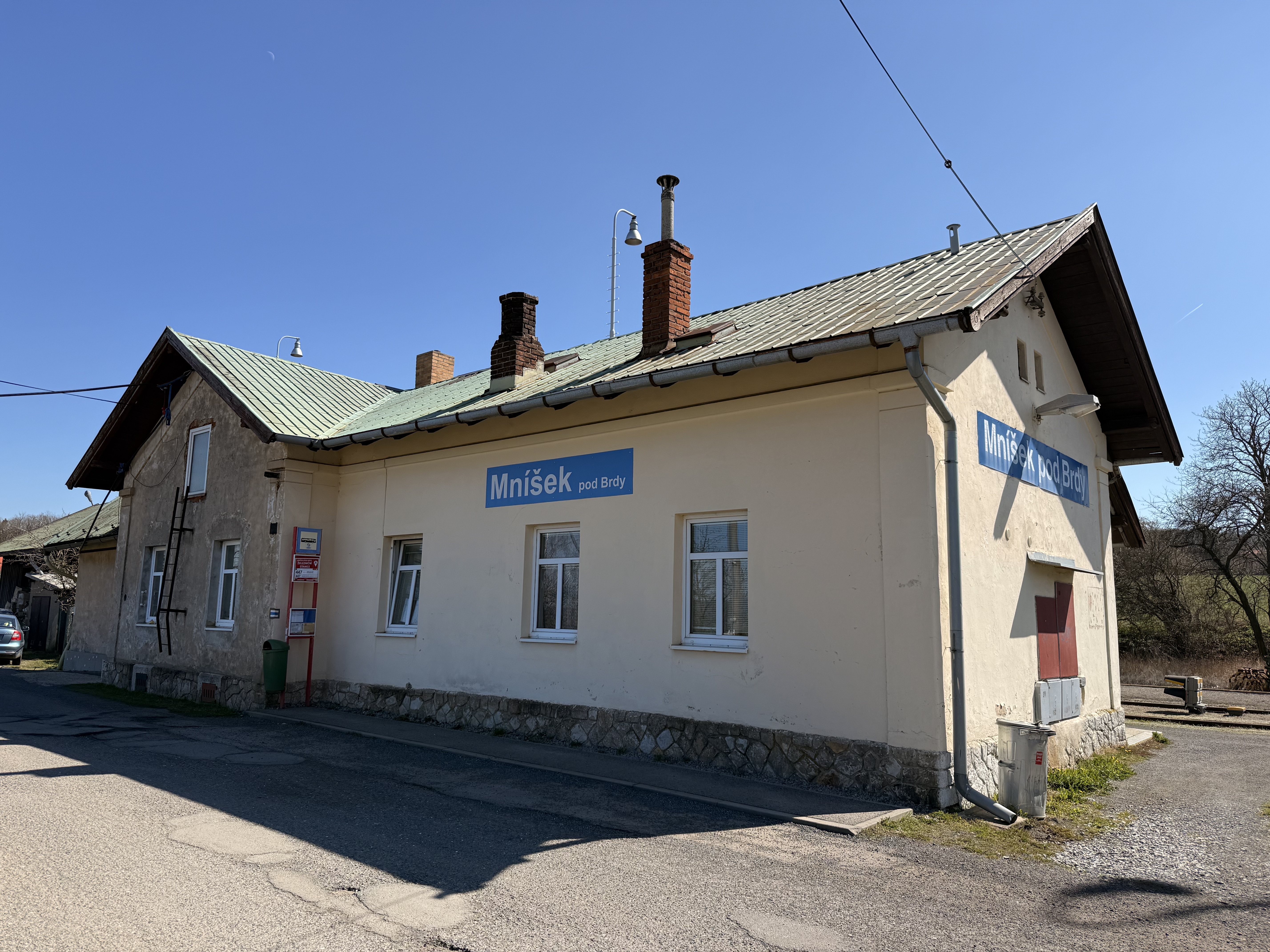
Budova a autobusová zastávka, pohled od silnice
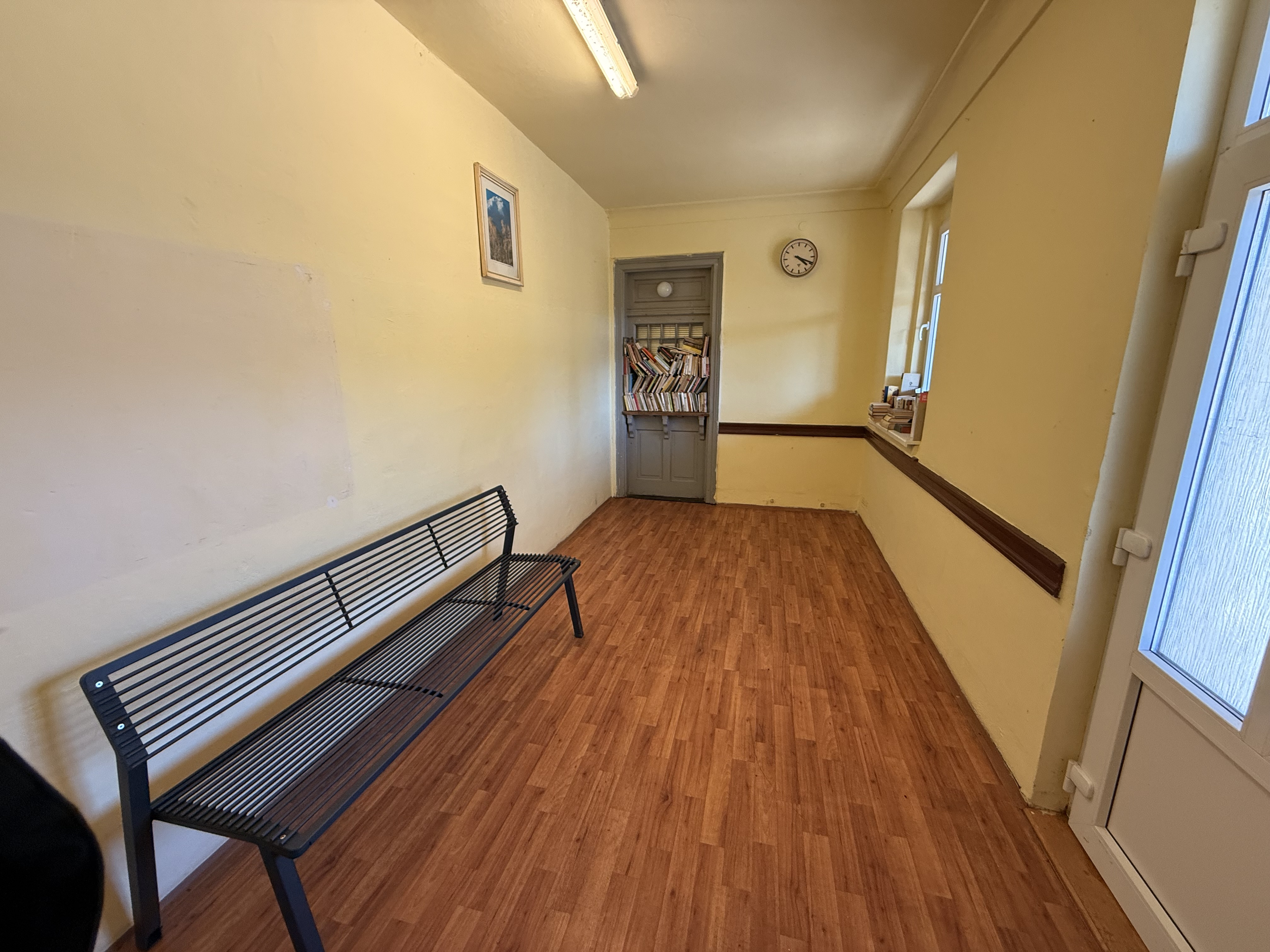
Interiér čekárny stanice